# Megaselia incarum
Megaselia incarum är en tvåvingeart som först beskrevs av Charles Thomas Brues 1915.  Megaselia incarum ingår i släktet Megaselia och familjen puckelflugor. Inga underarter finns listade i Catalogue of Life.